# Oxylides
Oxylides is een geslacht van vlinders van de familie Lycaenidae, uit de onderfamilie Theclinae.

## Soorten
- O. bella Aurivillius, 1899
- O. faunus (Drury, 1773)
- O. feminia Sharpe, 1904
- O. gloveri Hawker-Smith, 1937
- O. mixtura Hulstaert, 1924